# Ancylostoma duodenale
Ancylostoma duodenale es una especie parásita del filo de los nematodos causante de una de las parasitosis más prevalentes en el mundo. Junto con la especie Necator americanus son los causantes de la anquilostomiasis en el ser humano.

## Historia
Se sabe que en el antiguo Egipto se reconocía la uncinariosis, descrita en 1600 AC en los papiros de Ebers: Clorosis tropical o de Egipto. Angelo Dubini publicó en 1843 la descripción y le dio el nombre al organismo. Pocos años después, a fines del siglo XIX, Arthur Loss describió el ciclo de vida correctamente.

## Morfología
Ancylostoma duodenale es un gusano redondo, no mayor a 2 cm de largo. Como el resto de los nematodos son organismos con sexos separados. Carecen de labios pero la boca está provista de una cápsula con cuatro ganchos o dientes cortantes con las que se adhiere a las vellosidades de la mucosa del intestino. 
Hay dos tipos de larvas:
- Rabditiforme: de aproximadamente 300 μm x 17 μm.

- Son redondeadas en el extremo bucal con un abertura que se comunica con un esófago y un bulbo digestivo.
- Filariforme: del doble del largo (unos 500 μm).

- El esófago cubre 1/3 parte de la extensión del cuerpo y la cola con terminación puntiaguda.

## Ciclo de vida

### En el suelo
El hábitat del adulto es el intestino delgado, principalmente el duodeno del hombre, quien es el hospedador susceptible de estos helmintos. Como resultado de la cópula, la hembra deposita los huevos en la luz del tubo, los cuales son expulsados al exterior con las heces. El huevo termina por desarrollarse en el suelo húmedo hasta que eclosiona liberando una larva rabditiforme o L1. Al cabo de varios días, esta sufre transformaciones en el suelo y se convierte en una larva filariforme o L3 el cual es la forma infectante para el ser humano.

### Ciclo de vida libre
Cuándo la larva filarioide no llega a penetrar a su hospedador, puede continuar su transformación, también llamadas mudas y convertirse en estadios larvarios dióicos, es decir con sexos en organismos separados. La reproducción sexual de estas larvas originan nuevas larvas rabditiformes (L1) infectantes, completando así un ciclo de vida libre del hospedador. Ello es función de condiciones ambientales y suelos orgánicos ricos.

### En el huésped
Una vez que penetran la piel, las larvas filariformes alcanzan las vénulas superficiales y migran al torrente sanguíneo hasta el corazón. Al pasar a la circulación pulmonar, atraviesan la pared de los alvéolos. Suben luego por el árbol respiratorio y son deglutidos al sistema digestivo y descienden al intestino delgado donde terminan desarrollándose en los adultos.